# Liste der Naturdenkmale in Essingen (Pfalz)
Die Liste der Naturdenkmale in Essingen nennt die im Gemeindegebiet von Essingen ausgewiesenen Naturdenkmale (Stand 23. Mai 2024).

## Naturdenkmale
| Nr.         | Bezeichnung        | Lage                                                        | Beschreibung               | Bild                          |
| ----------- | ------------------ | ----------------------------------------------------------- | -------------------------- | ----------------------------- |
| ND-7337-194 | Jüdischer Friedhof | östlich des Ortes an der Verlängerung der Gartenstraße Lage | flächenhaftes Naturdenkmal | mehr Fotos \| Fotos hochladen |